# Золушка (балет)
Зо́лушка — балет в трёх актах Сергея Прокофьева (опус 87) на либретто Николая Волкова по сюжету сказки "Маша-чернушка" русского собирателя фольклора и сказок Александра Афанасьева, основанной на одноимённой сказке Шарля Перро. Премьера спектакля состоялась 21 ноября 1945 года в Москве, на сцене Большого театра (хореография Ростислава Захарова, оформление Петра Вильямса, Золушка — Ольга Лепешинская, Принц — Михаил Габович). 26 июня 1946 года за создание этого балета композитор был награждён Сталинской премией.
Музыка балета нередко исполняется самостоятельно, в симфонических концертах.

## История создания

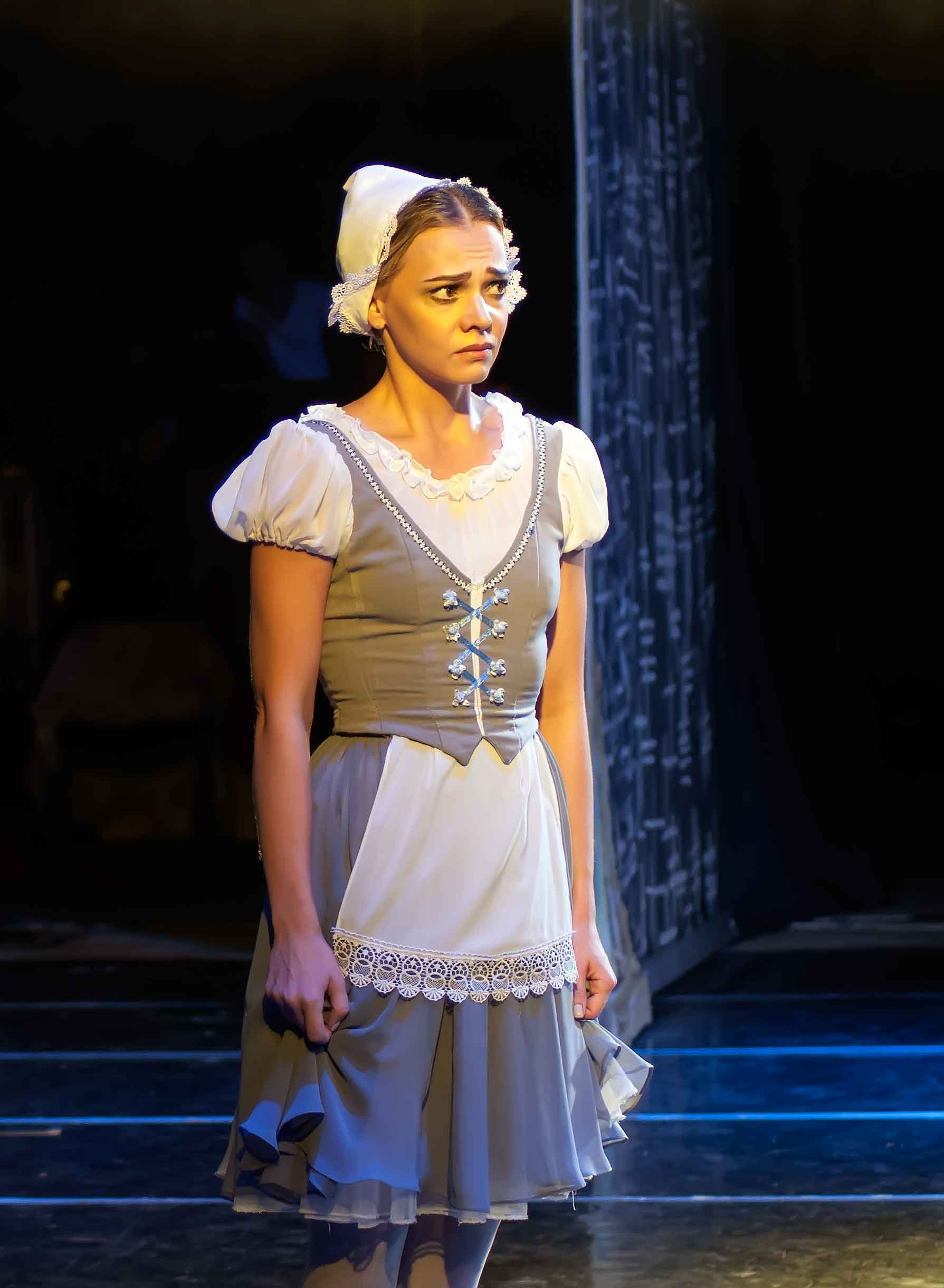
«Золушка» в постановке Марийского театра оперы и балета

Художественный замысел произведения был впервые сформулирован Прокофьевым 24 декабря 1940 года в письме директору Ленинградского театра оперы и балета Е.М. Радину:
«Балет “Золушку” я вижу как современный классический балет с его характерными особенностями формы как па-д’аксион, гран-па и т. д. Одновременно с тем мне хочется видеть в героине не сказочный, полуреальный персонаж, а живое лицо с человеческими переживаниями, т. е. по возможности углубить ее роль. “Золушку” я рассматриваю прежде всего как русскую сказку и имею в виду говорить о героине русским музыкальным языком. Однако поскольку сказка Афанасьева о Золушке относится к 18-му веку, мне представляется возможным пользоваться также общебалетными танцами, как менуэт, мазурка, вальс. Особенно мне хочется дать несколько развернутых вальсов, не менее 2-х или 3-х...» 
В 2016 году исследователь творчества Прокофьева В. Перхин опубликовал найденное им в архивах театра им. Кирова интервью данное Прокофьевым газете театра во время пребывания в г. Молотове (Пермь) в августе 1943 года. Прокофьев указал на сказку Афанасьева "Маша-чернушка" и подробно описал предполагаемый сюжет балета, который, за исключением нескольких деталей, практически не изменился в окончательном варианте либретто.

Этот же замысел был ещё раз  упомянут Прокофьевым 24 мая 1944 года в статье, написанной им для Совинформбюро:

«Многие страны, многие народы знают и любят сказку о Золушке. В сборнике русских народных сказок Афанасьева мы находим ее под названием “Маша-чернушка“» 

В интервью, данным Прокофьевым журналу "Огонек" в декабре 1945 года, композитор опять отметил, что в основе либретто лежит сказка Афанасьева "Маша-чернушка", помещенная в Елизаветинский период, и подчеркивающая ясность драматического конфликта между русским  придворным миром и "русской народной стихией". Прокофьев также вписал в партитуру русские названия сестер Золушки - Кубышка и Худышка (переименованы в программке Ленинградской постановки в "Кривляку" и "Злюку"). Автор либретто, Н. Волков, вспоминал, что у него с композитором было единое понимание главных героев балета: принц был осмыслен как "мужественный и страстный воин на троне", которому "чужды условности придворного этикета: он вихрь и пламя".
«Я написал в либретто о выходе принца, что он вскакивает на трон, как всадник в седло». 
Золушке претила себялюбивая и пустая жизнь мачехи и её дочерей. В этой трактовке, балет "Золушка" изначально мыслился как драматический рассказ о встрече "двух чистых молодых сердец".
В московской премьере балета, в декорациях П. Вильямса угадывались виды Большого Петергофского и Екатерининского дворцов. Опасения худсовета по театру при Комитете по делам искусств также вызывала корона принца-героя, как возможный монархический знак. Уже в августе 1946 года, Обком и Горком ВКП(б) Ленинграда участвовали в осуждении "буржуазно-аристократического эстетства" и к 1957 году Прокофьевский замысел "Золушки елизаветинских времен" полностью был переосмыслен в монографии Нестьева в подчеркнуто волшебном и сказочном духе Шарля Перро.
Музыка к балету написана в военное время, в период с декабря 1940 до лета 1945 года, с использованием Прокофьевым авторского метода "сокращенной рукописи". Премьера спектакля состоялась 21 ноября 1945 года на сцене Большого театра, вопреки изначальным планам композитора и его договору с Ленинградским театром Кирова, а также в связи с длительным пребыванием в Москве Г. Улановой, которая участвовала наряду с руководством театра Кирова в инициации переговоров с Прокофьевым о создании нового балета.  Балетмейстер-постановщик — Ростислав Захаров, художник Пётр Вильямс. Главные партии исполняли Ольга Лепешинская (Золушка) и Михаил Габович (Принц).
Борис Пастернак писал Галине Улановой после премьеры балета в Москве в декабре 1945 года:

«…Я особенно рад, что видел Вас в роли, которая наряду со многими другими образами мирового вымысла выражает чудесную и победительную силу детской, покорной обстоятельствам и верной себе чистоты… Мне та сила дорога в её угрожающей противоположности той, тоже вековой, лживой и трусливой, низкопоклонной придворной стихии, нынешних форм которой я не люблю до сумасшествия…»

На премьера в Большом Театре музыка исполнялась с изменениями в авторской оркестровке, внесёнными по указанию дирижера Ю. Файера, которые не понравились Прокофьеву. Два номера (№25, возобновление придворного танца; и №37, вальс-кода) не были готовы к премьере и впервые прозвучали в постановке в Ленинграде. Эта премьера спектакля, в оформлении Бориса Эрдмана, состоялась 8 апреля 1946 года; главные партии исполнили сам балетмейстер и его супруга Наталия Дудинская, за дирижёрским пультом был Павел Фельдт.
В 1964 году Сергеев возобновил балет в новой редакции. Образ Золушки воплощали такие балерины, как Габриэла Комлева и Светлана Ефремова. В 1985 году на основе спектакля Сергеева был снят телебалет «Золушка».
Спектакль был экранизирован в 1960 году Ростиславом Захаровым совместно с кинорежиссёром Александром Роу (Золушка — Раиса Стручкова, Принц — Геннадий Ледях).
На Западе наибольшую известность получила постановка «Золушки» в хореографии Фредерика Аштона («Балет Сэдлерс-Уэллс» на сцене театра «Ковент-Гарден», 1948). Иные трактовки сюжету дали балетмейстеры Маги Марен с авангардной постановкой (Лионская опера, 1985), Рудольф Нуреев, перенёсший действие сказки в Голливуд времён «золотого века» (Парижская опера, 1986) и Жан-Кристоф Майо (Балет Монте-Карло, 1999).

## Краткое содержание
Акт первый
В доме злой мачехи она сама и две её дочери Худышка и Кубышка примеряют шаль. Появляется Золушка. Она вспоминает свою умершую мать. Пытается найти утешение у отца, но тот полностью под влиянием своей новой жены. В дом приходит нищенка. Сёстры гонят её, но Золушка тайком приглашает старушку отдохнуть и кормит её. Мачеха и сёстры готовятся к отъезду на королевский бал. Они примеряют новые наряды. Учитель танцев даёт неуклюжим сёстрам последний урок перед балом. Наконец мачеха и сёстры уезжают. Золушка остаётся одна. Она мечтает о бале и танцует в одиночестве. Возвращается нищенка. Внезапно она преображается — это фея, которая наградит Золушку за её доброе сердце. С помощью фей времен года Золушка снаряжается на бал. Единственное условие — в полночь она должна оттуда уйти.
Акт второй
Во дворце в полном разгаре королевский бал. Танцуют дамы и кавалеры. Приезжает мачеха с сёстрами. Сёстры привлекают внимание своей неповоротливостью. Появляется принц. Гости танцуют мазурку. Торжественная музыка сопровождает прибытие таинственной незнакомки. Это Золушка. Принц восхищён ею и приглашает на танец (большой вальс). Сёстры пытаются привлечь внимание принца (дуэт с апельсинами), но безуспешно. Принц не отходит от Золушки. Они не замечают, как бежит время. Внезапно романтический вальс-кода прерывается боем часов. Наступила полночь. Золушка убегает, потеряв хрустальную туфельку, которую поднимает принц.
Акт третий
Принц в отчаянии. С помощью сапожников он примерил туфельку всем дамам королевства, но она никому не подходит. Принц отправляется на поиски незнакомки в далекие страны, но безуспешно.
А в доме мачехи Золушка всё так же занята домашними делами и вспоминает о бале. Вдруг приезжает принц. Он требует, чтобы все женщины померили туфельку. Но тщетно сёстры, а затем и мачеха пытаются надеть туфельку — она им безнадёжно мала. Заметив Золушку, принц предлагает примерить туфельку и ей. Золушка отказывается, но затем у неё из кармана выпадает вторая туфелька. Принц заглядывает в лицо девушке — это его любимая. Теперь ничто не разлучит их.

## Структура
Акт первый
1. Вступление
2. Па-де-шаль
3. Золушка
4. Отец
5. Фея-нищенка
6. Поставщики и переодевание сестёр
7. Урок танца
8. Отъезд Мачехи и сестер на бал
9. Мечты Золушки о бале
10. Гавот
11. Второе появление Феи-нищенки
12. Вариация Феи весны
13. Монолог Феи лета
14. Кузнечики и стрекозы
15. Вариация Феи осени
16. Вариация Феи зимы
17. Прерванный отъезд
18. Сцена с часами
19. Отъезд Золушки на бал
Акт второй
20. Приворотный танец
21. Паспье
22. Танец кавалеров (бурре)
23. Вариация Худышки
24. Вариация Кубышки
25. Придворный танец
26. Мазурка и выход Принца
27. Вариация четырёх сверстников Принца
28. Мазурка
29. Приезд Золушки на бал
30. Большой вальс
31. Прогулка
32. Вариация Золушки
33. Вариация Принца
34. Угощение гостей
35. Дуэт сестёр с апельсинами
36. Дуэт Принца и Золушки (Адажио)
37. Вальс-кода
38. Полночь
Акт третий
39. Принц и сапожники
40. Первый галоп принца
41. Соблазн
42. Второй галоп принца
43. Ориенталия
44. Третий галоп принца
45. Пробуждение Золушки
46. Утро после бала
47. Посещение Принца
48. Принц нашёл Золушку
49. Медленный вальс
50. Аморозо

## Музыка балета
Для Прокофьева характерно многократное использование тем, которые он считал особенно удачными. Помимо совершенно оригинальной музыки, в балете "Золушка" также использована музыка из несостоявшихся спектаклей "Евгений Онегин" и "Борис Годунов". Для вальса-коды из второго акта использована музыка из фильма "Котовский" (1940), которая по мнению Прокофьева была несправедливо урезана и терялась за диалогом. Музыка для дуэта сестёр с апельсинами взята Прокофьевым из его оперы «Любовь к трём апельсинам», которая в 1940—50-е годы в СССР не исполнялась.
Музыка балета «Золушка» часто исполняется как концертное произведение. Во время постановки "Золушки" в Ленинграде, Прокофьев регулярно посещал спектакли для отбора номеров и их компоновке в три концертные сюиты. Переложение для фортепиано в 2 руки сделал Левон Атовмян.
Оркестровые сюиты
- Сюита № 1 из балета «Золушка», ор. 107.
- Сюита № 2 из балета «Золушка», ор. 108.
- Сюита № 3 из балета «Золушка», ор. 109.

Фрагменты, аранжированные для фортепиано
- Три пьесы, ор. 95.
- Десять пьес, ор. 97.
- Шесть пьес, ор. 102.

## Постановки
- 21 ноября 1945 — Большой театр, Москва. Балетмейстер Ростислав Захаров, либретто Николая Волкова, художник Пётр Вильямс. Первые исполнители: Золушка — Ольга Лепешинская (затем — Галина Уланова), Принц — Михаил Габович (затем — Владимир Преображенский).
- 8 апреля 1946 — Театр им. Кирова, Ленинград. Балетмейстер — Константин Сергеев, либретто Николая Волкова, художник Борис Эрдман. Первые исполнители: Золушка — Наталия Дудинская, Принц — Константин Сергеев. Новая редакция — 1964.
- 23 декабря 1948 — «Сэдлерс-Уэллс балле», Лондон. Балетмейстер Фредерик Аштон. Первые исполнители: Золушка — Мойра Ширер, Принц — Майкл Сомс[англ.], Шут — Александр Грант, сёстры Золушки — Фредерик Аштон и Роберт Хелпман.
- 1968 — Одесский театр оперы и балета. Балетмейстер Олег Виноградов.
- 29 ноября 1985 — Лионская опера. Балетмейстер Маги Марен.
- 25 октября 1986 — Парижская опера. Балетмейстер Рудольф Нуреев, художник по костюмам Петрика Ионеско и Ханае Мори[англ.][уточнить]. Первые исполнители: Золушка — Сильви Гиллем, Кинозвезда — Шарль Жюд[фр.] (?), Продюсер — Рудольф Нуреев.
- 1991 — «Кремлёвский балет», Москва. Балетмейстер Владимир Васильев, художник Жерар Пипар. Первые исполнители: Золушка — Екатерина Максимова, Принц — Андрис Лиепа, Мачеха — Владимир Васильев.
- 3 апреля 1999 — Балет Монте-Карло. Балетмейстер Жан-Кристоф Майо[англ.], художник Эрнест Пиньон. Первые исполнители: Золушка — Орели Шефер[фр.], Фея — Бернис Коппьетерс[англ.].
- 5 марта 2002 — Мариинский театр, Санкт-Петербург. Балетмейстер — Алексей Ратманский, художник И. Уткин. Первые исполнители: Золушка — Диана Вишнёва, Принц — Андрей Меркурьев, Мачеха — Юлия Махалина, Худышка — Виктория Терёшкина, Кубышка — Маргарита Куллик.
- 5 декабря 2009 — Большой театр Беларуси, Минск. Либретто, хореография и постановка — Юрий Пузаков, дирижёр-постановщик — заслуженный артист Украины Виктор Плоскина, художник-постановщик — обладатель медали Франциска Скорины Александр Костюченко, художник по костюмам – Элеонора Григорук[5].
- 2006 — Большой театр, Москва. Балетмейстер Юрий Посохов. Первые исполнители: Золушка — Светлана Захарова, Принц — Сергей Филин.
- 14 сентября 2017 — Михайловский театр, Санкт-Петербург (восстановление постановки Большого театра 1945 года). Хореография Ростислава Захарова в редакции Михаила Мессерера, сценография и костюмы Вячеслава Окунева по эскизам Петра Вильямса. Первые исполнители: Золушка — Анастасия Соболева (затем Анжелина Воронцова), Принц — Виктор Лебедев (затем Иван Зайцев).
- 25 мая 2022 — Шведская королевская опера, Стокгольм. Балетмейстер Тамара Рохо, оформление и костюмы — Кристиан Лакруа, световые проекции — Тобиас Рилендер. Первые исполнители: Золушка — Мадлен Ву, Принц — Джанмарко Романо. Действие происходит в современном Стокгольме.
- 6 июля 2024 — Большой театр Беларуси, Минск. Балетмейстеры — народный артист Беларуси Константин Кузнецов, заслуженная артистка Республики Беларусь Юлия Дятко, либретто Константина Кузнецова по мотивам сказки Шарля Перро, дирижёр-постановщик – Юрий Караваев, художники-постановщики (сценография) – народный художник Российской Федерации Вячеслав Окунев, Любовь Сидельникова, художник-постановщик (костюмы) – народный художник Российской Федерации Вячеслав Окунев, художник по свету – Евгений Лисицын, художник по компьютерной графике – Павел Суворов.[6]

## Экранизации
- 1960 — «Хрустальный башмачок», фильм-балет по спектаклю 1945 года. Режиссёры Александр Роу и Ростислав Захаров, в главных партиях: Раиса Стручкова и Геннадий Ледях.
- 1985 — «Золушка», телебалет по спектаклю 1964 года. Режиссёры Константин Сергеев и Виктор Окунцов, в главных партиях: Габриэла Комлева и Марат Даукаев.

Телевизионные записи
- 1969 — спектакль Королевского балета, постановка Фредерика Аштона (1948). В главных партих: Антуанетт Сибли, Энтони Дауэлл, Фредерик Аштон, Роберт Хелпман.
- 1987 — спектакль Парижской оперы, постановка Рудольфа Нуреева (1986). В главных партиях: Сильви Гиллем, Шарль Жюд[фр.], Рудольф Нуреев, Моник Лудьер[фр.], Изабель Герен[фр.].
- 1995 — спектакль Мариинского театра, постановка Олега Виноградова. В главных партиях: Жанна Аюпова, Станислав Беляевский, Юлия Махалина.
- 2007 — спектакль Парижской оперы, постановка Рудольфа Нуреева (1986). В главных ролях: В главных партиях: Хосе Мартинес, Аньес Летестю.

## Дискография
Примечание. Указаны только полные аудиозаписи
- 1965 Большой симфонический оркестр Всесоюзного Радио и Центрального телевидения (Геннадий Рождественский, «Мелодия»)
- 1982 Государственный симфонический оркестр Министерства культуры СССР (Геннадий Рождественский, «Мелодия»)
- 1983 Кливлендский оркестр (Владимир Ашкенази, «London / Decca»).
- 1983 Лондонский симфонический оркестр (Андре Превен, «EMI»)
- 1994 Российский национальный оркестр (Михаил Плетнёв, «Deutsche Grammophon»)